# RML Group

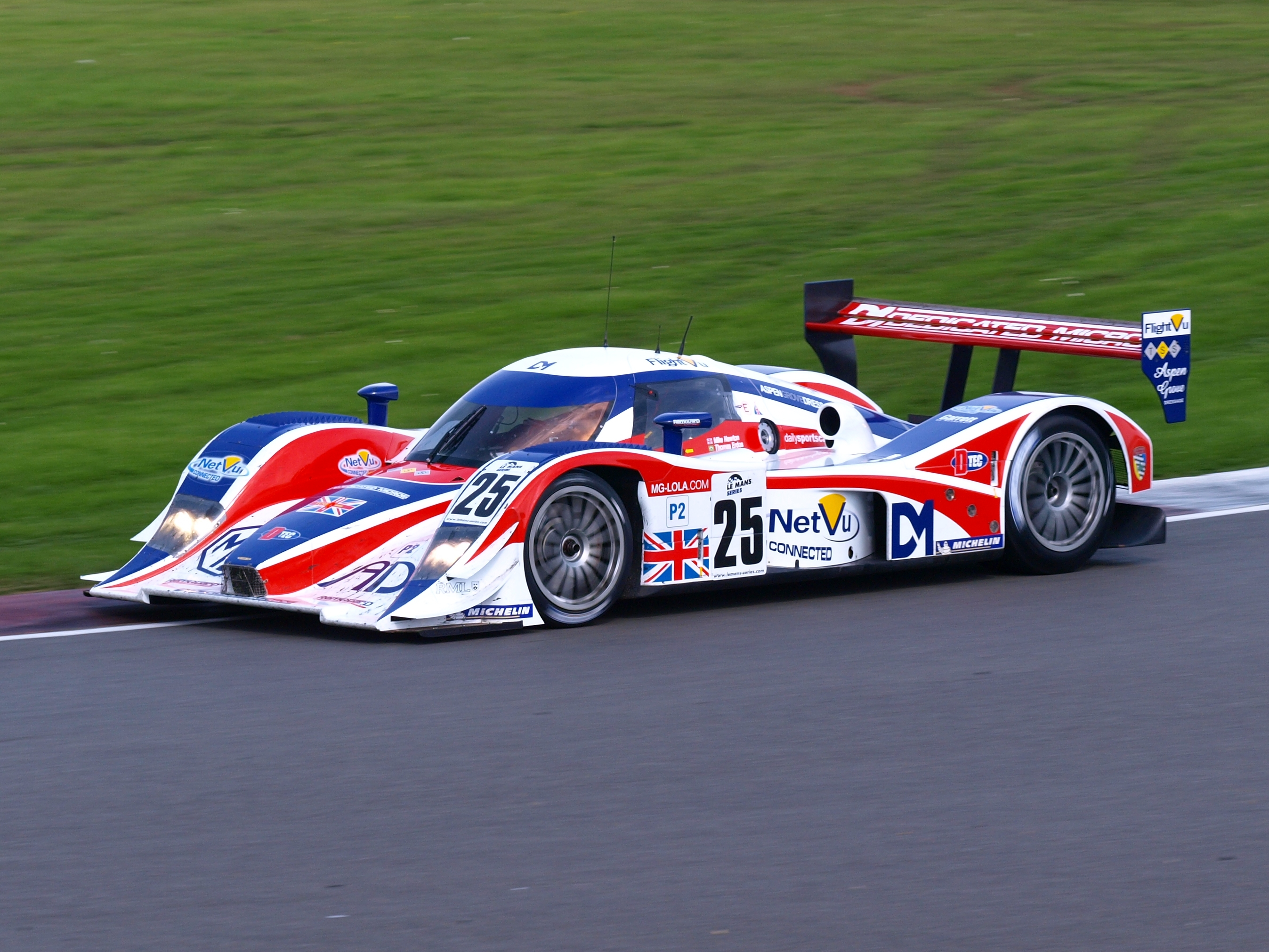
Una vettura della RML che corse nella Le Mans Series, la MG-Lola EX265C Le Mans Prototype

Ray Mallock Ltd., conosciuto anche come RML Group, è un team automobilistico britannico. Nel 2013, il team è impegnato nella serie World Touring Car Championship.

## Gli inizi
Ray Mallock iniziò a costruire vetture da corsa insieme a suo fratello Richard, come assistente di suo padre, Major Arthur Mallock, che costruì diversi telai Mallock U2 per le gare Clubmans. Dopo aver corso in Formula 3 e in altre categorie sportive, Mallock fondò il suo team, Ray Mallock Atlantic Racing, nel 1979, che fu rinominato RML nel 1984.

## Vetture Sport
Ray Mallock, pilota del Viscount Downe Racing, aiutò lo sviluppo dell'Aston Martin motorizzata Nimrod NRA/C2 per la categoria Gruppo C nel World Endurance Championship nel 1983 e nel 1984. Nel 1985, RML si impegnò a costruire prototipi per la Ecurie Ecosse nella categoria C2, vincendola nel 1986.
Nel 1987, RML tornò nella categoria principale per sviluppare l'Aston Martin AMR-1. Il progetto fu chiuso nel 1990, ma Mallock trovò lavoro per il team Nissan. RML sviluppò e preparò il programma NPTI Nissan R90C Categoria C1 per Le Mans. La vettura condusse la corsa per cinque ore e segnò il nuovo record sul giro.
Nel 1999, RML tornò tra le vetture sport per produrre la RML Mallock P20 Supersports, in associazione con la compagnia Mallock Sports del fratello Richard. La loro auto vinse il campionato National Supersports nel 1999 e 2000. Fu guidata da Michael Mallock in entrambe le stagioni.
Nel 2000, RML progettò la supercar Saleen S7 in modalità gara, la S7-R, vincendo la serie European Le Mans Series nel 2001 nella categoria GT1 e il campionato GT spagnolo nel 2002. Nel 2004, RML partecipò al campionato FIA GT con due vetture.
Anche nel 2004, RML fece correre una MG-Lola EX257 nella 24 ore di Le Mans e nella Le Mans Endurance Series. Dopo che il design diventò obsoleto con l'avvento di un nuovo regolamento nella LMP2, RML infilò dei componenti della EX257 nel telaio e nella scocca della Lola B05/40, creando così la MG-Lola EX264, che vinse nella categoria LMP2 a Le Mans nel 2005 e nel 2006.
La vettura del team fu ulteriormente evoluta per la stagione 2008 della Le Mans Series, con l'uso di un nuovo motore XP21 sviluppato da MG e rinominando l'auto EX265. Questa macchina fu rimpiazzata a stagione in corso da una coupe basata sulla nuova Lola B08/80. Poiché vennero usati componenti della EX265, tra cui il motore XP21 della MG, la nuova vettura fu battezzata EX265C e debuttò alla 1000 km di Silverstone nel 2008.
Nel 2009, il team mise il motore turbo Mazda MZR-R nel retro della Lola B08/80, abbandonando quello MG, ma problemi con la benzina specifica per quel tipo di motore causarono diversi cedimenti nel corso della stagione, la vettura concluse la corsa solo due volte in tutta la stagione. Per il 2010, il team mantenne il telaio della Lola B08/80, ma con un normale motore V8 aspirato sviluppato da Honda, lo stesso usato nell'HPD ARX-01.
RML corse nella Le Mans Series nel 2011 con una vettura HPD ARX-01d LMP2, diventando il secondo team a correre con un'ARX-01 in Europa dopo la Strakka Racing.
Nel 2012, RML sviluppò un nuovo motore per conto di Nissan per la Nissan DeltaWing RML, che corse con il supporto tecnico della Nissans Motorsport Partner alla 24 ore di Le Mans e nella Petit Le Mans dove finì al 5º posto assoluto.

## Vetture Turismo

### British Touring Car Championship

#### Vauxhall (1992–1996)
Dopo aver ottenuto un vantaggio dalla sua relazione con la Ecurie Ecosse, RML fece il suo debutto nelle gare Turismo nella stagione 1992 del British Touring Car Championship. Il team corse con due Vauxhall Cavalier per Ecurie Ecosse per due anni, dopodiché vinse il campionato nel 1995, sia nel campionato piloti sia in quello costruttori.

#### Nissan (1997–1999)
L'associazione commerciale tra RML e Nissan crebbe nel 1997 con l'avvento della Nissan Primera nel BTCC. La squadra vinse il campionato piloti nel 1999 con Laurent Aiello, insieme al titolo costruttori nel 1998 e nello stesso 1999.

#### SEAT (2004)
Nel 2004, SEAT Sport UK si procurò due SEAT Toledo Cupras, che RML fece correre nel BTCC, ma alla fine dell'anno la partnership si concluse poiché RML decise di entrare nel World Touring Car Championship.

#### Chevrolet (2009–2011)
RML rientrò nel BTCC nel 2009, utilizzando le Chevrolet Lacetti ex-WTCC messe a disposizione per il campione 2001 Jason Plato, per Mat Jackson a partire dalla seconda gara e James Nash dalla quarta. Il campionato 2009 portà loro buoni risultati, con 11 vittorie e Plato ottenne il 2º posto in classifica. Nel 2010, RML corse con le stesse vetture e vinse il campionato piloti, nuovamente con Jason Plato. Il 1º febbraio 2012, Chevrolet annunciò che sarebbe uscita dal BTCC per concentrarsi solo sul WTCC, di conseguenza RML non prese parte alla stagione 2012 del BTCC.

### World Touring Car Championship

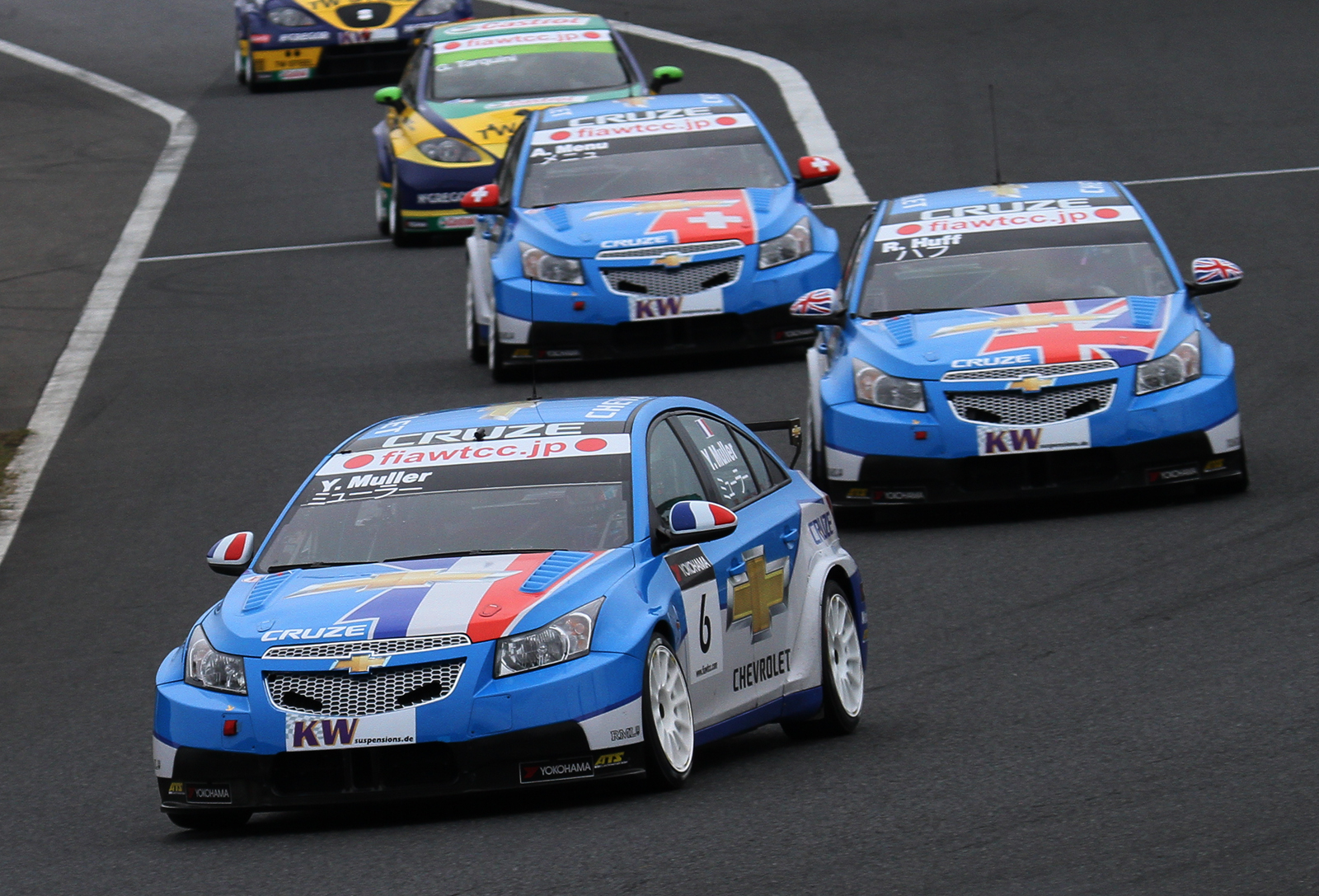
Yvan Muller vince il suo secondo campionato piloti e Chevrolet il suo primo campionato costruttori nella stagione 2010.

#### Chevrolet (2005–2012)
RML vinse il contratto per correre con le Chevrolet Lacetti nel WTCC per la stagione 2005. La Lacetti vinse 1 gara nel suo secondo anno, 7 nel 2007 e 5 nel 2008. RML continuò a correre con la Chevrolet nel WTCC, ma stavolta con la nuova Chevrolet Cruze, che fu introdotta nel 2009 e ottenne 6 vittorie al primo anno. Nel 2010, il team Chevrolet vinse sia il campionato costruttori (con un vantaggio di 74 punti) sia, con Yvan Muller, il campionato piloti.

#### Team indipendente (2013-oggi)
Il 4 marzo 2013, RML annunciò di voler entrare nel WTCC per il 2013 come un team indipendente comprendenti Chevrolet Cruze a disposizione per il bicampione Yvan Muller e per l'ex-pilota dell'uscente Team Aon, Tom Chilton.

### South African Touring Car Championship
RML allestì delle Nissan Sentra per il South African Touring Car Championship, il Campionato Turismo Sudafricano.

## Rally
Alla fine del 1997, GM Europe decise di concludere con le vetture turismo e RML li aiutò nello sviluppo della Opel Astra per i regolamenti delle kit-cars F2 nel World Rally Championship e altri campionati nazionali rallystici in Europa. Nel 1999, l'Astra RML vinse titoli in Germania, Norvegia e Svezia.
Alla fine del 2000, Opel assegnò alla RML la costruzione della nuova Opel Corsa per la categoria Super 1600, che rimpiazzò le kit-cars F2. La vettura fece il suo debutto nella categoria Junior World Rally Championship del 2002 nel Rally di Monte Carlo e ottenne il suo primo titolo l'anno successivo.

## Formula 1
RML considerò un ingresso in Formula 1 per il 2010, comunque decise di non entrarci, citando come causa del mancato approdo nella massima categoria motoristica l'incertezza regolamentare presente in quell'anno. Avrebbero dovuto usare motori Cosworth. Ad ogni modo, RML disse di poter considerare ulteriormente un ingresso in Formula 1 per il futuro.

## Altre categorie
Nel 2002, RML sviluppò la stock car ASCAR, basata sulle corse dell'American Speed Association, vincendo nel 2002 e nel 2003 con Nicolas Minassian e Ben Collins. Anche nel 2002, RML preparò la vettura del team St. George di Darren Manning per la gara di Champ Car britannica a Rockingham.

## Vetture stradali
Le abilità dei progettisti della RML fu usata per le vetture stradali per la prima volta nel 1990, quando la squadra costruì un esiguo numero di Ford GT40. Nel 1994, RML creò diversi schizzi di auto concept per un misterioso costruttore giapponese.
Nel 1999, RML ritornò con due diversi progetti, l'Opel Astra Concept DTM, un prototipo stradale basato sull'Opel Astra Coupé che il costruttore tedesco avrebbe messo sul mercato l'anno successivo e il design della Saleen S7.
Nel 2003, Nissan ordinò un prototipo basato sulla nuova Nissan Micra, inizialmente potenziata da un motore da vettura Turismo da 265 cavalli e con un cambio sequenziale a sei velocità e, successivamente, da un Nismo V6 da 309 cavalli, chiamato Micra R. L'auto fece la sua prima apparizione al Salone dell'automobile di Ginevra.
Nel 2011, RML mostrò la Nissan Juke-R, con la stessa Nissan che annunciò una limitata produzione del 'crossover più veloce del mondo' del 2012.